# StartUp-Manager
StartUp-Manager — программа для настройки GRUB, GRUB 2, Usplash и Splashy.
Первоначально разработана для проекта Ubuntu, позднее адаптирована для Debian.
Программа включена в репозитории Ubuntu.